# Carta de juramento

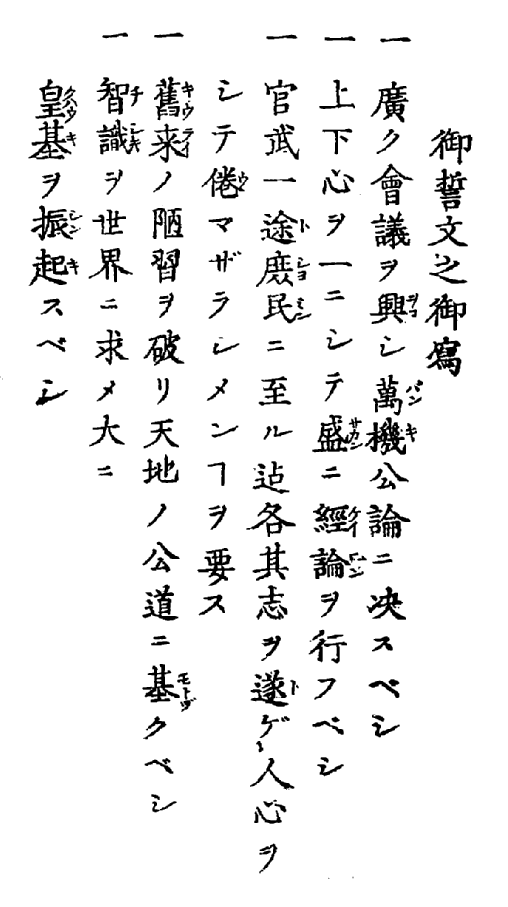
La Carta de juramento como se publicó oficialmente.

La Carta de juramento (五箇条の御誓文 Gokajō no Goseimon?, literalmente, el Juramento en cinco artículos) fue promulgada en la entronización de Meiji Tennō como emperador de Japón el 7 de abril de 1868. El juramento delineaba las principales metas y el curso de acción del reinado de Meiji Tennō, preparando el marco legal para la modernización del Japón, buscando dejar atrás el período del bakumatsu y el Shogunato Tokugawa, pero tratando de incluir a su vez a aquellos territorios que apoyaban al régimen anterior. Continuó influyendo durante la era Meiji y principios del siglo XX, y se la puede considerar como la primera constitución del Japón moderno.

## Contexto previo
La carta se publicó dentro de un período tumultuoso de la historia de Japón, conocido como la «Restauración Meiji». Desde 1192, Japón estaba gobernado por un gobierno militar conocido como shogunato, siendo la cabeza de estado la figura del shōgun. En junio de 1853, el comodoro Matthew Perry arribó a la bahía de Edo con varios buques de guerra, exigiendo derechos para comerciar con el Japón. El shōgun Tokugawa, debió firmar un tratado de comercio ante la gran brecha tecnológica que separaba a ambos ejércitos, dejando al japonés en clara desventaja. Varios daimyō, señores feudales de gran renombre, que se oponían al shōgun vieron esto como una muestra de debilidad del régimen y decidieron luchar por el gobierno y tratar de instaurar un nuevo emperador, dando lugar al período conocido como bakumatsu. Después de que la victoria se inclinara hacia los Ishin Shishi, patriotas de la restauración, y las tropas imperiales, se pudo proclamar a Meiji Tennō, dando comienzo al período conocido como era Meiji, caracterizados por un nuevo acercamiento de Japón al contexto internacional y una gran modernización del país, retratados en la carta promulgada durante la entronización del flamante emperador.

## Texto
Como implica el nombre, el texto de la carta consiste en cinco cláusulas:

Mediante este juramento, denotamos como nuestra meta el establecimiento de una prosperidad nacional de amplia base y la elaboración de una constitución y leyes.

1. Se establecerán ampliamente asambleas deliberativas y todas las cuestiones serán decididas en discusiones abiertas.
2. Todas las clases, altas y poderosas, se unirán para llevar a cabo vigorosamente la administración de los asuntos del estado.
3. Las personas comunes, no menos que los civiles y los oficiales militares, podrán seguir sus propias decisiones para que no haya descontento.
4. Se romperán las malas costumbres del pasado y todo se basará en las justas leyes de la naturaleza.
5. Se buscará el conocimiento a través del mundo para fortalecer la fundación del regimiento imperial.

## Origen e influencia subsecuente
El primer borrador de la carta lo escribió el concejal Yuri Kimimasa en el mes de enero de 1868, y contenía un lenguaje progresista que hablaba acerca de las frustraciones que los radicales pero modestos líderes Meiji habían experimentado al «servicio de incompetentes hereditarios.» El lenguaje utilizado por Yuri terminó siendo moderado por su colega Fukuoka Takachika en febrero para que fuese «menos alarmante,» y Kido Takayoshi preparó la forma final de la carta, empleando un «lenguaje suficientemente amplio para abrazar ambas lecturas.» La carta fue leída en voz alta por Sanjo Sanetomi en el salón ceremonial principal del Palacio Imperial de Kioto ante la presencia del Emperador y más de 400 oficiales. Tras la lectura, los nobles y los daimyō presentes firmaron con sus nombres un documento alabando la carta, y jurando hacer lo posible para cumplirla e implementarla. Aquellos que no pudieron acudir a la lectura formal, visitaron con posteridad el palacio para firmarlo, alcanzando un número total de 767 firmas.
El propósito de la carta era tanto dictar una declaración de políticas a seguir por el gobierno posterior al shogunato Tokugawa durante la era Meiji, y para ofrecer esperanzas de inclusión dentro del próximo régimen a los dominios pro-Tokugawa. Esto era especialmente importante durante las primeras etapas de la Restauración para prevenir que dichos dominios se aliaran a remanentes de los Tokugawa durante la guerra Boshin. Posteriormente, la victoria militar «hizo seguro el comenzar a sacar a los nobles de la corte y los daimyō del camino.»
La promesa de reforma del documento no se cumplió en un principio: en particular, no se estableció un parlamento con poder real hasta 1890, y la oligarquía Meiji de Satsuma, Chōshū, Tosa y Hizen mantuvo el control político y militar hasta entrado el siglo XX. En general, la carta estaba expresada en términos amplios para minimizar la resistencia de los daimyō y para dar «una promesa de gradualismo y equidad»:

«Concejos deliberativos» y «disertaciones públicas» eran, después de todo, términos que se habían aplicado a la cooperación entre señores de grandes dominios. Que «todas las clases» se debían unir indicaba que éstas continuarían existiendo. Incluso los «comunes» debían ser tratados decentemente por oficiales «civiles y militares», los rangos privilegiados del pasado. Nadie parecía estar a favor de retener las «malas costumbres»; una «naturaleza» confuciana indicaría el camino a seguir. Sólo bajo la promesa de «buscar conocimiento a través del mundo» había un indicador específico de cambio; pero aquí, también, activistas tardíos de Tokugawa habían deplorado la irracionalidad del gobierno de dos cabezas del Japón como el único en el mundo. Además, la búsqueda sería selectiva y con un propósito específico, diseñada para «fortalecer la fundación del regimiento imperial.»

Se reiteró el juramento en el primer artículo de la constitución promulgada en junio de 1868, y sus artículos subsecuentes amplían las políticas demarcadas en la carta. Casi ochenta años más tarde, al fin de la Segunda Guerra Mundial, el Emperador Hirohito rindió homenaje al juramento y lo reafirmó como la base de la «política nacional» en su famoso Ningen sengen.

## Lectura complementaria
- Akamatsu, Paul (1972). Meiji 1868: Revolution and Counter-Revolution in Japan (en japonés). Miriam Kochan (trad.). Nueva York: Harper & Row. ISBN 0-06-010044-3.
- Akita, George (1967). Foundations of Constitutional Government in Modern Japan 1868-1900. Cambridge: Harvard. ISBN 0-674-31250-3.
- Beasley, W. G. (1995). The Rise of Modern Japan: Political, Economic and Social Change Since 1850. Nueva York: St. Martin's Press. ISBN 0-312-23373-6.
- Jansen, Marius B.; Gilbert Rozman (eds.) (1986). Japan in Transition: From Tokugawa to Meiji. Princeton: Princeton. ISBN 0-691-10245-7.
- Murphey, Rhoades (1997). East Asia: A New History. Nueva York: Addison Wesley Longman. ISBN 0-321-42141-8.

- Datos: Q702056
- Multimedia: Charter Oath / Q702056